# Hōjō Koresada
Hōjō Koresada (北条維貞, 1285-22 septembre 1327), membre du clan Hōjō, est le treizième rensho (assistant du shikken) de 1326 à sa mort en 1327. Il est également le onzième Minamikata Rokuhara tandai (assistant chef de la sécurité intérieure à Kyoto) de 1315 à 1324. 

## Source de la traduction
- (nl) Cet article est partiellement ou en totalité issu de l’article de Wikipédia en néerlandais intitulé « Hojo Koresada » (voir la liste des auteurs).